# 徐強一
徐 強一（ソ・ガンイル、朝鮮語: 서 강일、英語: Kang Il Suh、1939年7月12日 - ）は、韓国出身の元男子プロボクサー。

## 来歴
ソウル生まれ。少年時代に勃発した朝鮮戦争により一家は離散、釜山の孤児院で育つ。高校卒業後ソウルでボクシングを始め、金俊鎬に教えを受けた。
1961年プロデビュー、翌1962年は李理吉を5回KOし韓国フェザー級王者となった。
1963年12月31日、関光徳の持つOBF東洋フェザー級王座に挑むが判定負け。
1964年12月4日、中華人民共和国のマニラで世界ジュニアライト級（スーパーフェザー級）の王者フラッシュ・エロルデに挑んだが、判定で敗北。
1967年9月14日、ラウル・ロハスとカリフォルニア州公認の世界ジュニアライト級タイトルを争ったが、敗北に終わった。
1968年6月13日、沼田義明の持つ東洋ライト級王座に挑戦するも、7回KO負け。